# Sciaromiella longifolia
Sciaromiella es un género monotípico de hepáticas perteneciente a la familia Amblystegiaceae. Comprende 2 especies descritas y de estas, solo una aceptada. Su única especie es: Sciaromiella longifolia.

## Taxonomía
Sciaromiella longifolia fue descrita por (Abramova & I.I.Abramov) Ochyra y publicado en Journal of the Hattori Botanical Laboratory 61: 317. 1986.
Sinonimia
- Sciaromiadelphus longifolius Abramova & I.I. Abramov